# Horsell
Horsell är en ort i distriktet Woking, i grevskapet Surrey, i England. Ward hade 10 249 invånare år 2021. Horsell var en civil parish fram till 1974. Civil parish hade 6 858 invånare år 1951.